# Hunor Kelemen
Hunor Kelemen (ur. 18 października 1967 w miejscowości Cârța w okręgu Harghita) – rumuński polityk i publicysta narodowości węgierskiej, deputowany, w latach 2009–2012 i w 2014 minister kultury, w 2014 również wicepremier, od 2011 przewodniczący Demokratycznego Związku Węgrów w Rumunii (UDMR), dwukrotny kandydat w wyborach prezydenckich, od 2020 do 2023 wicepremier.

## Życiorys
W 1993 ukończył weterynarię na Uniwersytecie Nauk Rolniczych i Medycyny Weterynaryjnej w Klużu-Napoce. W 1998 został absolwentem filozofii na Uniwersytecie Babeș-Bolyai w tym samym mieście.
W latach 1990–1997 był redaktorem programów w języku węgierskim w stacji Radio Cluj, jednocześnie od 1993 współpracował z magazynem „Korunk”. Zaangażował się w działalność polityczną w ramach ugrupowania rumuńskich Węgrów UDMR. W 1997 z jego rekomendacji objął funkcję sekretarza stanu w Ministerstwie Kultury, które zajmował do 2000. W tym samym roku po raz pierwszy został wybrany na posła do Izby Deputowanych. W 2004, 2008, 2012, 2016, 2020 i 2024 z powodzeniem ubiegał się o parlamentarną reelekcję.
Jednocześnie awansował w strukturze partyjnej. Od 1999 był przewodniczącym rady koordynacyjnej, a od 2007 komitetu wykonawczego. W 2009 po raz pierwszy był kandydatem Demokratycznego Związku Węgrów w Rumunii w wyborach prezydenckich, zajmując w głosowaniu 5. miejsce z wynikiem 3,8% głosów. W 2011 stanął na czele UDMR, zastępując wieloletniego lidera Bélę Markó.
Od grudnia 2009 do kwietnia 2012 sprawował urząd ministra kultury w rządach, którymi kierowali Emil Boc i Mihai Răzvan Ungureanu. W marcu 2014 ponownie objął ten resort oraz dodatkowo stanowisko wicepremiera u Victora Ponty, pełniąc te funkcje do czasu wyjścia UDMR z koalicji w listopadzie tego samego roku. W tymże miesiącu ponownie kandydował w wyborach prezydenckich – dostał 3,5% głosów (8. miejsce). W 2019 kolejny raz kandydował w wyborach prezydenckich, otrzymując w pierwszej turze głosowania 3,9% głosów i zajmując 6. miejsce.
W grudniu 2020 objął urząd wicepremiera, dołączając do koalicyjnego rządu Florina Cîțu. Utrzymał tę funkcję w listopadzie 2021, gdy stanowisko premiera objął Nicolae Ciucă. Zakończył urzędowanie w czerwcu 2023. W 2024 ponownie ubiegał się o urząd prezydenta Rumunii, otrzymując w pierwszej turze 4,5% głosów (7. miejsce). Proces wyborczy został jednak w całości unieważniony przed drugą turą; Hunor Kelemen nie wystartował w kolejnych wyborach w 2025, a jego partia wraz z innymi koalicjantami wsparła wówczas Crina Antonescu.